# Когогин, Сергей Анатольевич
Сергей Анатольевич Когогин (род. 16 ноября 1957, с. Большие Ключи, Зеленодольского района Татарской АССР) — российский промышленник и государственный деятель.
Генеральный директор ПАО «КАМАЗ» с 26 апреля 2002 года.
Почётный гражданин города Набережные Челны (2002).

## Биография

### Обучение
После 8 классов средней школы поступил в Казанский авиационный техникум, который окончил в 1977 году.
В 1982 году окончил физический факультет Казанского государственного университета по специальности радиофизик, а в 1988 году — Банковскую школу.
Имеет учёную степень кандидат экономических наук.

### Трудовая деятельность
Трудовую деятельность начал в 1976 году фрезеровщиком на Казанском моторостроительном заводе. После окончания ВУЗа продолжил работу на Зеленодольском машиностроительном заводе, где проработал от инженера до директора. В 1990−1994 годах был директором Зеленодольского машиностроительного завода.
С 30 июня 1999 года — член Совета директоров ОАО «КАМАЗ». С 26 апреля 2002 года — генеральный директор OAO «КАМАЗ».
В ноябре 2009 года вошёл в состав Совета директоров ОАО «АВТОВАЗ».
В рейтинге высших руководителей — 2010 газеты «Коммерсантъ» занял I место в номинации «Машиностроение».
В декабре 2021 года совет директоров компании продлил еще на 5 лет его полномочия .

### Государственная деятельность
В 1994−1999 годах — глава администрации Зеленодольского района.
В 1999−2002 годах — заместитель премьер-министра, министр экономики и промышленности Республики Татарстан.
С 14 марта 2004 года — депутат госсовета Республики. Сопредседатель Центрального штаба ОНФ.
В 2024 году являлся доверенным лицом кандидата в президенты России Владимира Путина.

### Международные санкции
В апреле 2022 года, на фоне вторжения России на Украину, Великобритания ввела санкции против Когогина как против выгодополучателя от близости к Кремлю через его роль генерального директора аффилированного с властью предприятия ПАО "Камаз", кроме того «Камаз» производит тяжелые транспортные средства, используемые российскими военными».
6 мая 2022 года, внесён в санкционный список Канады за «соучастие в выборе президента Путина вторгнуться в мирную и суверенную страну». 28 июня 2022 года Когогин и связанные с ним компании включены в санкционный список США против «путинской военной машины».
20 мая 2025 года включён в санкционный список стран Евросоюза как директор компании которая «производит автомобили КАМАЗ-5350, КАМАЗ-6350 и КАМАЗ-6560, которые используются Вооруженными силами РФ в ходе агрессивной войны против Украины».
По аналогичным основаниям находится в санкционных списках Японии, Австралии, Украины и Новой Зеландии.

### Семья
От первого брака двое детей: сын и дочь. Женат вторым браком, от второй жены имеет одного сына (младший — Максим родился в 2009 году). Вторая жена — Когогина Альфия Гумаровна — депутат Государственной думы РФ шестого созыва.

## Награды
- Орден «За заслуги перед Отечеством» III степени (2022)[17]
- Орден «Достык» II степени (2020, Казахстан)[18]
- Орден «За заслуги перед Отечеством» IV степени (2018)[19] Орден «Дуслык» (2017)[20]
- Орден Почёта (21 декабря 2016) — за большой вклад в развитие машиностроения и многолетний добросовестный труд[21]
- Орден «За заслуги перед Республикой Татарстан» (2012)[22]
- Заслуженный работник транспорта Российской Федерации (7 июня 2010) — за заслуги в развитии отечественного автомобилестроения и многолетнюю добросовестную работу[23]
- Премия Правительства Российской Федерации 2008 года в области науки и техники (10 марта 2009) — за разработку и реализацию комплексных региональных программ энергосбережения и энергоресурсоэффективности Республики Татарстан и г. Москвы
- Орден Дружбы (17 августа 2007) — за большой вклад в развитие отечественного машиностроения и многолетний добросовестный труд[24]
- Лауреат национальной премии бизнес-репутации «Дарин» Российской Академии бизнеса и предпринимательства (2004)
- Орден Святого Даниила 2 степени (2000)

## Состояние
По версии журнала «Финанс», занимает 493 место в рейтинге российских миллиардеров 2010 с состоянием в 3,3 млрд руб. Сергей Когогин является владельцем 7,0662% акций ПАО «КАМАЗ», стоимость которых оценивается в $45 млн. Данный факт позволил ему занять одиннадцатую позицию в рейтинге директоров-капиталистов, опубликованном 22 ноября 2018 года журналом Forbes.